# Litostratigrafija
Litostratigrafija je sustav klasificiranja geoloških stijenskih jedinica u kojem su stijene podijeljenje u litostratigrafske jedinice koje nose svoja imena. Litostratigrafske jedinice mogu biti formalne i neformalne.
Formalne jedinice prepoznate su međunarodno i mogu se koristiti za opisivanje stijena, njihove starosti i sastava u međunarodnim publikacijama. Najčešće su jedinice u različitim geološkim provincijama (depresijama, bazenima) u istoj ili susjednim zemljama korelativne. Formalne litostratigrafske jedinice (od najveće prema najmanjoj) su:
- supergrupa (u Hrvatskoj nije izdvojena)
- grupa (npr. grupa Sava)
- formacija (npr. formacija Prečec)
- član (npr. pješčenjaci Bregi)
- sloj

Neformalne litostratigrafske jedinice prepoznate su samo lokalno, na području gdje su korištene u svrhu geološkog opisa stijena nekog manjeg vremenskog intervala. No, nekoliko kilometara dalje u prostoru, a posebno u drugoj geološkoj provinciji te jedinice nisu više valjane, odnosno upotrebljive. Na primjer, na naftnom polju Žutica (u Hrvatskoj) postoji serija naftnonosnih slojeva gornjopanonske starosti imenovana "gama serijom". Oni su pod tim imenom (starost, sastav) prepoznati tek na tom jednom polju (slični slojevi su tako imenovani na još nekoliko okolnih polja) i nigdje drugdje.